# (9385) Avignon
(9385) Avignon ist ein Asteroid des Hauptgürtels, der am 9. Oktober 1993 vom belgischen Astronomen Eric Walter Elst am La-Silla-Observatorium (IAU-Code 809) der Europäischen Südsternwarte in Chile entdeckt wurde.
Der Asteroid wurde am 2. April 1999 nach der am Ostufer der Rhône gelegenen Stadt Avignon benannt, die Hauptstadt des Départements Vaucluse ist und  von 1309 bis 1423 als Papstsitz diente. Die Altstadt mit dem gotischen Papstpalast (Palais des Papes) aus dem 14. Jahrhundert, der Bischofsanlage, dem Rocher-des-Doms und der berühmten Brücke, der Pont St. Bénézet, zählt zum UNESCO-Weltkulturerbe und ist durch das Festival von Avignon auch weit über die französischen Landesgrenzen hinaus bekannt.